# 福地翼
福地 翼（日語：ふくち つばさ，1980年2月7日—）是日本的漫畫家。栃木縣日光市出身。代表作為《植木的法則》。

## 人物
- 福地翼是本名，他養著兩隻貓。

## 作品

### 連載
作品全由小學館發行。除《サイケまたしても》外，台灣中文版由青文出版社正式授權出版。
- 植木的法則，原名（《週刊少年Sunday》2001年34號 - 2004年46號，全16巻）
  - 植木的法則 PLUS，原名（《週刊少年Sunday》2005年19號 - 2007年29號，全5巻）
- 桌球告白，原名。台灣中文版由青文出版社正式授權出版。（《週刊少年Sunday 超（日语：週刊少年サンデーS）》2009年春季號 - 2011年2月號 ，全6巻）
- 探地潛龍 AnagleMole，原名（《週刊少年Sunday》2011年47號 - 2014年6號，全5巻）
- 《命運輪迴》（《週刊少年Sunday》2014年32號 - 2019年4・5合併号、全15巻）
- 《廢柴醬驗證中》（《週刊少年Sunday》2019年21・22合併号 - 2021年34號，全10集）
- 《GOLDEN SPIRAL》
- 《パラショッパーズ》

### 讀切
- （《週刊少年Sunday 超》2002年3月25日號）※《少年Sunday特別增刊R（日语：少年サンデー特別増刊R）》2003年11月9日號再録
- （《週刊少年Sunday 超》2004年7月25日號，收錄在《植木的法則》單行本第15卷）
- （《週刊少年Sunday 超》2005年3月25日號）
- （《週刊少年Sunday》2008年13號）※《少年Sunday特別增刊R》2008年8月24日號再録
- （Big Comic Spirits2010年49號）

## 前助手
- 櫻井亞都（日语：桜井亜都）
- あづち涼

## 外部連結
- （日語）（非作者本人的公式網站）
- （日語）福地翼的X（前Twitter）
- （日語）まんが家BACKSTAGE 福地翼